# Musomișta
Musomișta (în bulgară Мусомища) un sat situat în partea de sud-vest a Bulgariei, în Regiunea Blagoevgrad, la poalele munților Pirin. Aparține administrativ de comuna Goțe Delcev. La recensământul din 2011 avea o populație de 2.107 locuitori. Atestată documentar pentru prima oară într-un registru otoman de la 1478.

## Demografie
Componența etnică a satului Musomișta
     Bulgari (88,6%)
     Romi (4,88%)
     Nicio identificare (3,41%)
     Altele (3,41%)
La recensământul din 2011, populația satului Musomișta era de 2.107 locuitori. Din punct de vedere etnic, majoritatea locuitorilor (88,6%) erau bulgari, cu o minoritate de romi (4,88%). Pentru 3,41% din locuitori nu este cunoscută apartenența etnică.